# Apechthis rapae
Apechthis rapae är en stekelart som först beskrevs av Tohru Uchida 1925.  Apechthis rapae ingår i släktet Apechthis och familjen brokparasitsteklar. Inga underarter finns listade i Catalogue of Life.